# واروارا ماسالیتینووا
واروارا ماسالیتینووا (روسی: Варва́ра О́сиповна Массалитинова؛ ۱۷ ژوئیهٔ ۱۸۷۸ – ۲۰ اکتبر ۱۹۴۵) بازیگر اهل کشور امپراتوری روسیه بود.
از فیلم‌هایی که وی در آن نقش داشته‌است می‌توان به الکساندر نوسکی و طفولیت ماکسیم گورکی اشاره کرد.
وی همچنین برندهٔ جوایزی همچون هنرمند مردمی جمهوری شوروی فدراتیو سوسیالیستی روسیه و نشان پرچم سرخ کار شده‌است.